# Lightworks
Ne doit pas être confondu avec le moteur de rendu 3D LightWorks, édité par LightWork Design Ltd.
Lightworks est un logiciel de montage vidéo qui provient de feu-Lightworks Inc. (anciennement OLE Limited), un fabricant britannique de systèmes de montage non linéaire.

## Histoire
OLE Limited a été fondé en 1989 par Paul Bamborough, Nick Pollock et Neil Harris. En 1994, OLE Limited fut racheté par Tektronix pour 74 000 000 $. Puis il a été vendu à la nouvellement fondée Lightworks Inc. en 1999, alors détenue par Fairlight Japan, puis acheté par Gee Broadcast (en) en mai 2004. Avec les nouveaux propriétaires, le lancement de nouveaux produits a repris avec la sortie de la gamme Lightworks Touch et plus récemment les gammes Alacrity et Softworks pour le montage SD et HD. En août 2009, la société brittano-américaine EditShare a racheté la plate-forme de montage de Lightworks à Gee Broadcast (en même temps que le système de serveur vidéo Geevs).
Lors du congrès annuel de la National Association of Broadcasters, NAB Show, le 11 avril 2010, EditShare a annoncé son intention d'ouvrir le code de Lightworks. Lightworks open source a été présenté au International Broadcasting Convention (en) d'Amsterdam en septembre 2010.
Le 9 novembre 2010, EditShare a annoncé que Lightworks serait téléchargeable le 29 novembre 2010, d'abord exclusivement pour les utilisateurs qui s'étaient inscrits lors de l'annonce initiale, mais par la suite le logiciel est publié en tant que « bêta publique ». L'ouverture du code était prévue courant 2011, après relecture du code. Les revenus financiers devant venir de plugins propriétaires proposés dans une boutique en ligne associée, en particulier ceux nécessaires à l'accès aux formats de fichier vidéo utilisé par les caméras professionnelles.
Après 18 mois en version beta, Lightworks 11 est sorti le 28 mai 2012 uniquement pour la plate-forme Windows et supporte beaucoup plus de codecs (AVCHD, H264, AVC-Intra, DNxHD, ProRes, Red R3D, DPX, XDCAM HD 50, XDCAM EX, DVD, BluRay, et 4K) réservés à la version Pro.
En septembre 2014, Lightworks 12 est sorti, ajoutant de nouvelles fonctionnalités et portant le logiciel sous Mac et Linux.
En septembre 2020, est annoncé le rachat de Lightworks alors dans sa version 2020.1 par la société LWKS Software Ltd. Une entreprise  nouvellement crée en Aout 2020 par deux membres de l’équipe de développement. Le rachat est accompagné de la suite logicielle logiciel QScan AQC, et de plusieurs membres de l’équipe de développement et support des deux logiciels. 

## Production
En utilisant une interface de contrôle similaire au banc de montage film Steenbeck (en) ils ont produit un système de montage non linéaire.
L'équipe de développement comprend d'anciens membres de la compagnie de jeux sur PC Magnetic Scrolls et de Computer Film Company (en), certains d'entre eux se sont mis à rejoindre l'équipe de développement de Sohonet (en).
Cette machine de montage broadcast est plus largement utilisée pour le montage de longs métrages, mais est aussi utilisée pour le montage de documentaires et en télévision. 
Le système a remporté des prix scientifiques et techniques aux Oscars et aux Emmy Awards. Thelma Schoonmaker la monteuse de Martin Scorsese a reçu deux Oscars pour Aviator et pour The Departed qu'elle a monté sur Lightworks.

## Fonctions
Lightworks propose des solutions avec matériel comme (Ligthworks Touch et plus récemment Alacrity ou logiciel seulement avec Softworks). La particularité de Lightworks est de proposer un « PAD » (pavé) qui limite l'utilisation du clavier et donc de l'informatique qui supporte le logiciel ce qui en fait une véritable machine de montage et non un logiciel de montage comme tous les autres concurrents. Le PAD comporte tout ce dont a besoin le monteur, « mark », « cut », « lecture en avant », « lecture en arrière », etc. Il y a aussi un « Jog » et un « Shuttle », que l'on retrouve sur les machines de montage.